# みんなのうた発掘プロジェクト楽曲一覧
みんなのうた発掘プロジェクト楽曲一覧（みんなのうたはっくつプロジェクトがっきょくいちらん）は、NHKの音楽番組『みんなのうた』で発掘プロジェクトにリスト化したものである。

## 発掘プロジェクトとは
番組が紹介した約1500曲（2021年現在）の内、1961年4月から1982年10月に放送された530曲ほどはNHKに映像・音声のマスターテープ（ビデオテープ・フィルム・オーディオテープ）が現存していない（音声のみ現存し映像が欠落しているパターンを含む）。これは他番組にも当てはまるが、当時は放送局用ビデオテープ（2インチVTR）の上書き使用が一般的であり、アーカイブされなかったためである。当番組が楽曲を保存するようになったのは1983年以降である。なお、番組の保存状況については公式ホームページ、またはNHKアーカイブス (施設)のサイト上で検索可能である。
NHKでは2000年から『NHKアーカイブス』の放送をきっかけにドラマ・ドキュメンタリー番組を中心としたマスターテープの発掘・放送を進めてきたが、当番組においても、2009年頃から番組公式サイトにおいて「みんなのうた 発掘プロジェクト 失われた500曲を探せ!!」として、視聴者から情報や素材の提供を募集を開始し、状態の良いものはデジタルリマスター処理を行い永久保存化を進めている。
2012年3月までに音声が約200曲、映像が約90曲発掘され、そのうち63曲が『みんなのうた発掘スペシャル』として同年同月に放送された。
2014年7月20日に放送された『"みんなのうた"のセカイ』においても、引き続き500曲に関して視聴者からの情報提供を求める告知がされた。
プロジェクトは2021年12月31日をもって終了。プロジェクト終了地点では音声が344曲、映像が175曲発掘とされている。なお、プロジェクト終了後に映像や音声が発掘された場合は、番組公式サイト内の「番組へのメッセージ」に提供することを呼びかけている。

## 楽曲一覧
太字は『みんなのうた発掘スペシャル』で放送されたもの